# Ribes kialanum
Ribes kialanum är en ripsväxtart som beskrevs av Eduard von Glinka Janczewski. Ribes kialanum ingår i släktet ripsar, och familjen ripsväxter. Inga underarter finns listade i Catalogue of Life.